# Man on the Moon: The End of Day
Man on the Moon: The End of Day je debitantski album repera Kid Cudija, objavljen 15. rujna 2009. godine.

## Popis pjesama
| Br. | Skladba                                                       | Autor                                  | Trajanje |
| --- | ------------------------------------------------------------- | -------------------------------------- | -------- |
| 1.  | »In My Dreams (Cudder Anthem)«                                | Emile                                  | 3:19     |
| 2.  | »Soundtrack 2 My Life«                                        | Emile                                  | 3:55     |
| 3.  | »Simple As...«                                                | Kanye West, Plain Pat, Jeff Bhasker    | 2:31     |
| 4.  | »Solo Dolo (Nightmare)«                                       | Emile                                  | 4:25     |
| 5.  | »Heart of a Lion (Kid Cudi Theme Music)«                      | Alex da Kid, Free School, Jeff Bhasker | 4:21     |
| 6.  | »My World« (zajedno s Billy Craven)                           | Plain Pat, Jeff Bhasker, No I.D.       | 4:03     |
| 7.  | »Day 'n' Nite (Nightmare)«                                    | Dot da Genius                          | 3:41     |
| 8.  | »Sky Might Fall«                                              | Kanye West                             | 3:40     |
| 9.  | »Enter Galactic (Love Connection Part I)«                     | Matt Friedman of ILLFONICS             | 4:20     |
| 10. | »Alive (Nightmare)« (zajedno s Ratatat)                       | Ratatat                                | 4:06     |
| 11. | »Cudi Zone«                                                   | Emile                                  | 4:19     |
| 12. | »Make Her Say« (zajedno s Kanye West i Common)                | Kanye West, Jeff Bhasker               | 3:36     |
| 13. | »Pursuit of Happiness (Nightmare)« (zajedno s Ratatat i MGMT) | Ratatat                                | 4:55     |
| 14. | »Hyyerr« (zajedno s Chip tha Ripper)                          | Crada                                  | 3:32     |
| 15. | »Up Up & Away (The Wake & Bake Song)«                         | Free School                            | 3:47     |

## Top liste
| Top lista (2009.)                     | Završna pozicija |
| ------------------------------------- | ---------------- |
| Australian Albums Chart               | 85               |
| Canadian Albums Chart                 | 11               |
| U.S. Billboard 200                    | 4                |
| U.S. Billboard Top R&B/Hip-Hop Albums | 5                |
| U.S. Billboard Top Rap Albums         | 4                |
| UK Albums Chart                       | 119              |
| UK R&B Albums Chart                   | 8                |